# Елсмір (льодовик)
Шельфовий льодовик Елсмір — колишній найбільший шельфовий льодовик Арктики, що охоплював близько 9100 км² північного узбережжя острова Елсмір, Нунавут , Канада. 
 
Шельфовий льодовик вперше був задокументований Британською арктичною експедицією 1875–1876 рр., у якій група лейтенанта Пелема Олдрича пройшла від мису Шерідан до мису Алерт. 
 
Суцільна маса шельфового льодовика Елсмір існувала щонайменше 3000 років. 

Протягом двадцятого століття шельфовий льодовик Елсмір розпався на шість окремих шельфових льодовиків. 
Із заходу на схід: шельфовий льодовик Серсона, шельфовий льодовик Петерсена, шельфовий льодовик Мілна, шельфовий льодовик Ейлса, шельфовий льодовик Ворда Ханта та шельфовий льодовик Маркема. 

Менші частини продовжували розпадатися.
У квітні 2000 року супутникові знімки показали, що на шельфовому льодовику Ворда Ханта почала утворюватися велика тріщина, а в 2003 році було оголошено, що шельфовий льодовик повністю розколовся на дві частини в 2002 році, випустивши величезний басейн прісної води з найбільшого епішельфового озера у Північній півкулі, розташований у фіорді Дізраелі. 
 
У квітні 2008 року вчені виявили, що шельфовий льодовик розпався на десятки уламків. 

13 серпня 2005 року шельфовий льодовик Ейлса, що знаходився приблизно за 800 км на південь від Північного полюса , відколовся від узбережжя, утворивши гігантський льодовиковий острів Ейлса завтовшки 37 м і розміром близько 14 км Х 5 км і площею приблизно 66 км² або 2,6 км³ за обсягом. 
Шельфовий льодовик Мілна був другим за величиною сегментом колишнього шельфового льодовика Елсмір. 
Він зазнав 40% руйнації у липні 2020 року та втрату дослідницького табору, включаючи інструменти для вимірювання потоку води. 